# Eschweiler
Eschweiler (phát âm tiếng Đức: [ˈɛʃvaɪlɐ]) là thành phố tự trị của huyện Aachen, Đức. Thành phố có diện tích 76,559 km2, dân số thời điểm 31 tháng 12 năm 2006 là 52.249 người.

## Nhân vật đáng chú ý
- Theo Altmeyer
- Götz Briefs
- Gerhard Fieseler
- Claus J. Günkel
- Wilhelm Lexis
- Franz Reuleaux
- Michaela Schaffrath
- Roswitha Schreiner
- Karl-Heinz Smuda
- August Thyssen
- Wilhelm Rinckens
- Ralf Souquet